# أم سراب (الطفيلة)
أم سراب منطقة سكنية تقع في لواء بصيرا، محافظة الطفيلة في الأردن. تنتمي المنطقة لقضاء بصيرا الذي يضم 8 مناطق. يقدر عدد سكانها بـ 516 نسمة حسب إحصاء 2015.

## الوصلات الخارجية
- دائرة الاحصاءات العامة